# Bent Hansen (Radsportler)
Bent Hansen (* 21. Oktober 1932 in Kopenhagen) ist ein ehemaliger dänischer Radrennfahrer und nationaler Meister im Radsport.

## Sportliche Laufbahn
Hansen war Bahnradsportler. Er war Teilnehmer der Olympischen Sommerspiele 1964 in Tokio. Dort startete er im Bahnradsport. In der Mannschaftsverfolgung wurde das dänische Team mit Bent Hansen, Preben Isaksson, Jan Ingstrup-Mikkelsen und Kurt vid Stein als 5. klassiert.
Sein bedeutendster Erfolg war der Gewinn der Silbermedaille in der Mannschaftsverfolgung bei den UCI-Bahn-Weltmeisterschaften 1962 in Mailand. 1962 gewann er die nationale Meisterschaft in der Mannschaftsverfolgung mit Preben Isaksson, Kurt vid Stein und Ib Reenberg, 1963 (mit Isaksson, vid Stein und Mogens Frey). 1964 (mit Isaksson, vid Stein und Frey) konnte er den Titel verteidigen.